# Della Rovere

Blasó de la família Della Rovere.

Della Rovere va ser una de la família noble italiana, originària de la ciutat de Savona. Es preaven de ser descendents dels comtes de Vinovo i van adoptar l'escut blau amb un roure daurat.
Entre els seus membres hi va haver dos papes:
- Francesco della Rovere (Sixt IV), promotor de la Capella Sixtina.
- Giuliano Della Rovere (Juli II), nebot de l'anterior, mecenes de Miquel Àngel, Bramante i Rafael Sanzio.

## Membres notables
- Leonardo della Rovere. Patriarca de la família della Rovere. Es va casar amb Luchina Monteleoni. Va morir a Savona c. 1430.
  - Francesco della Rovere. Fill de Leonardo della Rovere i Luchina Monleoni. Va néixer a Celle Ligure el 21 juliol de 1414 i va morir a Roma el 12 d'agost de 1484. Monjo de la Orde Franciscana, de la qual va ser Ministre general el 1464. Elevat a cardenal el 1467 pel Papa Pau II. Elegit papa el 9 d'agost de 1471, va regnar amb el nom de Sixt IV fins a la seva mort. Promotor de la Capella Sixtina.
  - Luchina della Rovere. Filla de Leonardo della Rovere i Luchina Monleoni. Va néixer a Savona el 1415 i va morir a Cisterna d'Asti el 1495. Es va casar amb Giovanni Basso, Marquès de Bistagno i de Monastero Bormida el 1433. La seva família pren el cognom Basso della Rovere.
- Giovanni della Rovere. Fill de Rafael della Rovere. Germà del Papa Juli II. Duc de Sora i senegalia. Es va casar amb Joana de Montefeltro.
  - Francesco Maria I della Rovere. Fill de Giovanni della Rovere i Joana de Montefeltro. Successor del seu oncle Guidobald I Montefeltro, qui el va adoptar. Va recuperar el Senyoriu de Senigallia el 1503. Es va possessionar com a Senyor d'Urbino el 1508. Es va casar amb Elionor Gonzaga el 1508 amb qui va engendrar dos fills i dues filles. Nomenat capità general de l'Església l'any 1509 pel seu oncle Juli II. Va rebre el Senyoriu de Pesaro el 1512. L'any 1514 va néixer el seu primer fill home Guidobald II della Rovere.
- Giuliano della Rovere, que va passar a ser el papa Juli II, nebot de Sixt IV, mecenes de Miquel Àngel, Bramante i Rafael Sanzio .
  - Guidobald II della Rovere. Fill de Francesco Maria I della Rovere i Elionor Gonzaga.
- Victòria della Rovere.